# Mannophryne oblitterata
Espèce
Synonymes
- Colostethus oblitteratus Rivero, 1984
- Colostethus guatopoensis Dixon & Rivero-Blanco, 1985

Statut de conservation UICN

 DD  : Données insuffisantes
Mannophryne oblitterata est une espèce d'amphibiens de la famille des Aromobatidae.

## Répartition
Cette espèce est endémique de la cordillère de la Costa au Venezuela. Elle se rencontre de 150 à 750 m d'altitude dans les États de Miranda et de Guárico.

## Publication originale
- Rivero, 1984 : Una nueva especie de Colostethus (Amphibia, Dendrobatidae) de la Cordillera del la Costa, con anotaciones sobre otros Colostethus de Venezuela. Brenesia, no 22, p. 51-56.